# Thorigné-sur-Dué
Thorigné-sur-Dué é uma comuna francesa na região administrativa do País do Loire, no departamento de Sarthe. Estende-se por uma área de 19.3 km². Em 2010 a comuna tinha 1 647 habitantes (densidade: 85,3 hab./km²).